# Comuna Anatolivka, Berezivka
Anatolivka (în ucraineană Анатолівка) este o comună în raionul Berezivka, regiunea Odesa, Ucraina, formată din satele Anatolivka (reședința), Antonivka, Krasne și Vesele.

## Demografie
Componența lingvistică a comunei Anatolivka
     Ucraineană (50,51%)
     Rusă (47,66%)
     Română (1,32%)
     Alte limbi (0,2%)
Conform recensământului din 2001, majoritatea populației comunei Anatolivka era vorbitoare de ucraineană (50,51%), existând în minoritate și vorbitori de rusă (47,66%) și română (1,32%).